# 5402 Kejosmith
5402 Kejosmith (1989 UK2) là một tiểu hành tinh vành đai chính được phát hiện ngày 27 tháng 10 năm 1989 bởi E. F. Helin ở Palomar.